# Aregnadem
Aregnadem (en arménien Արեգնադեմ) est une communauté rurale du marz de Shirak en Arménie. En 2008, elle compte 305 habitants.